# Никитовский ртутный комбинат
Ники́товский ртутный комбинат (укр. Микитівський ртутний комбінат) — предприятие цветной металлургии УССР и Украины (с 2014 года де-факто контролируется ДНР) на сырьевой базе Никитовского месторождения ртути, у станции Никитовка.

## История
Промышленное ртутное оруденение Донбасса было открыто в 1879 году горным инженером А. В. Миненковым. Эксплуатация месторождений началась с 1886 года.
В 1908 предприятие было законсервировано, но в 1915 выпуск ртути был возобновлён.

### СССР
Комбинат был образован в 1927 году в городе Горловка Донецкой области на основе никитовских ртутных и угледобывающих предприятий (в основном бывших «Ртутное и угольное дело А. Ауэрбаха и Ко»).
- 1934 — построена обогатительная фабрика.
- 1936 — открыт ретортный цех вращающихся печей на металлургическом заводе.
- 1941 — введена в действие первая трубчатая вращающаяся печь.

Во время Великой Отечественной войны, 1941—1945 годов, завод был разрушен.
В 1957 году началась реконструкция комбината и его расширение, организована добыча руд открытым способом.
В 1960-х годах комбинат стал основой ртутной промышленности СССР, опередил США по производству ртути, и обеспечил экспорт в Великобританию, Францию, ФРГ, Швейцарию, Голландию, Японию.
В 1978 году Комбинат начал выпуск новой марки ртути сверхвысокой чистоты Р-000000:
- Содержание основного вещества — 99,99999 %.
- Расфасовка в кварцевые ампулы по 30 и 50 мл.

В 1980-е годы в составе ртутного комбината был рудник, металлургическое производство, вспомогательные цеха, 3 карьеры по добыче ртутных руд. Здесь была впервые в мире разработана и внедрена новая технология получения ртути высокой чистоты с полной механизацией всех процессов и обжига ртутной руды в печах кипящего слоя.

### Послераспада СССР
В конце 1990-х годов «Никитовский ртутный комбинат» признан банкротом, на нём работала ликвидационная комиссия.
В 2001 году завод возобновил свою работу. Было открыто ОАО «Никитртуть», специализирующееся на производстве металлической ртути марок Р-0, Р-1, Р-2.
С 2014 года, в связи с вооружённым конфликтом на востоке Украины, работа комбината была фактически прекращена.

## Награды
1981 — Орден Трудового Красного Знамени